# Blue Penny Museum

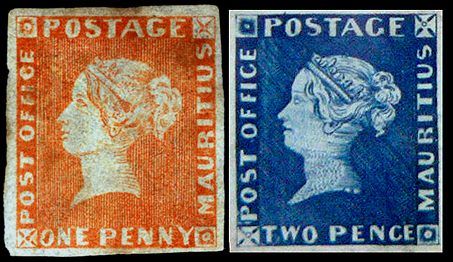
Le Blue penny et le Red penny

Le Blue Penny Museum est un musée privé situé à Port-Louis, capitale de l'île Maurice.

## Historique et description
Le musée fondé par la Mauritius Commercial Bank a ouvert ses portes au public en 2001. Il se trouve dans un bâtiment d'inspiration coloniale du Caudan Waterfront.
Le musée abrite des œuvres d'art dont la statue originale de Paul et Virginie, sculptée en 1881 par Prosper d'Épinay, ainsi que les fameux Blue penny (auquel le musée doit son nom) et Red penny originaux émis par la poste mauricienne en 1847, timbres les plus rares du monde. Ils représentent le profil de la reine Victoria.
Ils ont été achetés en 1993 en Suisse pour deux millions de dollars par un consortium d'entreprises mauriciennes ayant The Mauritius Commercial Bank à sa tête. Le pays retrouve donc après cent cinquante ans ses pièces rares. Cependant pour des motifs de conservation, le musée ne présente la plupart du temps que des copies de ces pièces qui craignent la lumière.
Un autre musée de Port-Louis, le musée de la Poste mauricienne, retrace l'histoire de la Poste et expose des timbres mauriciens et de l'union postale universelle.
La collection du musée comprend également des plans anciens, des cartes maritimes, peintures, sculptures, photographies et pièces.

## Postérité
En octobre 2007 à Broadway, a lieu la première de Mauritius, une pièce de théâtre qui met en scène deux jeunes sœurs qui ont découvert deux Post Office, confrontées à trois collectionneurs qui veulent les leur acheter. La dramaturge Theresa Rebeck et ses acteurs dont F. Murray Abraham ont consulté deux philatélistes pour le réalisme de la pièce, de leur rôle et des imitations de timbres utilisés : Robert Odonweller, compagnon honoraire de la Royal Philatelic Society London et gouverneur du Collectors Club of New York, et David Petruzelli.
En 2017 est lancée la pré-production du long métrage The Blue Mauritius, qui est réalisé par Charles-Henri Belleville. Il met en scène cinq voleurs de haut rang qui se retrouvent au Cap pour voleur le fameux timbre Penny Blue. Gérard Depardieu fait partie des premiers rôles.